# Смола Меррифилда

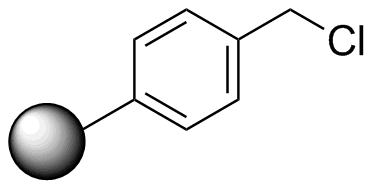
Смола Меррифилда

Смола Меррифилда — твердофазный носитель, предназначенный для иммобилизации соединений, содержащих карбоксильные и спиртовые группы, с целью последующего синтеза соединений, содержащих эти группы. Широкое применение смола нашла в синтезе пептидов, а также для получения разных производных смол.

## Строение и свойства
Носитель представляет собой бесцветные или желтоватые шарики из полистирола со степенью сшивки 1 %. Размер частиц для синтеза пептидов и небольших молекул обычно составляет 75-150 мкм (100-200 меш), но доступны также частицы размера 38-75 мкм (200-400 меш) с 2 %-ой сшивкой. Частицы, используемые в качестве ловушек, обычно больше: микропористые 150-300 мкм (50-100 меш) или 75-150 мкм (100-200 меш) с 1-2 %-ной сшивкой либо макропористые 150-300 мкм (50-100 меш) и больше с 6-60 %-ой сшивкой.
Загрузка носителя для синтеза пептидов составляет 0,4-1,0 ммоль/г; для синтеза небольших молекул — 0,8-1,6 ммоль/г, для улавливания — 1,0-3,0 ммоль/г. Максимально возможная загрузка потребовала бы модификации каждого бензольного кольца и составила бы 6,6 ммоль/г. Оценить загрузку можно при помощи модифицированного метода Фольгарда. Для этого смолу кватернизуют при нагревании в пиридине, а образовавшийся галогенид высвобождают добавлением азотной кислоты и титруют нитратом серебра. Выделившийся хлорид серебра покрывают слоем толуола и титруют стандартным раствором тиоцианата аммония, используя железоаммонийные квасцы в качестве индикатора. Аналитическим сигналом служит красная окраска Fe(SCN)3, образующаяся вследствие избытка тиоцианат-ионов.
Смола Меррифилда в микропористом виде набухает в хлористом метилене, диметилформамиде, тетрагидрофуране, диоксане и трифторуксусной кислоте (> 4 мл/г). Макропористые гранулы, напротив, не набухают и могут применяться в широком спектре растворителей.

## Меры предосторожности
Смолу нельзя перемешивать на магнитной мешалке, поскольку при этом происходит измельчение частиц и возрастает вероятность забивания фильтров. Микропористую смолу не следует использовать в проточных процессах. Предпочтительно хранить смолу в сухом месте, однако специального ухода она не требует.